# Situ Guong
Situ Guong, född 26 september 1911, var en friidrottare från Kina. Han deltog vid olympiska sommarspelen 1936.